# 第6回NHK紅白歌合戦
『第6回NHK紅白歌合戦』（だいろっかいエヌエイチケイこうはくうたがっせん）は、1955年（昭和30年）12月31日に産経ホールで行われた、通算6回目のNHK紅白歌合戦。21時15分 - 23時00分にNHKで生放送された。

## 概要
この年からラジオ東京が紅白に対抗して裏番組として『オールスター歌合戦』を放送した。民放側の出演者は独占契約が結ばれているため、NHK側は出演者交渉に苦しむこととなった。

## 出演者

### 司会者
- 紅組司会：宮田輝 - NHKアナウンサー
- 白組司会：高橋圭三 - NHKアナウンサー
- 総合司会：石井鐘三郎 - NHKアナウンサー

宮田は第3回（1953年1月）で白組司会を務めており、司会復帰。男性の紅組司会担当および紅白両組の司会担当は史上初。
両組男性司会・司会陣が全員男性はいずれも初めて。
宮田の紅組司会および両組男性司会は男性同士司会の舌戦で上述の『オールスター歌合戦』に対抗する意味合いがあった。

### 出場歌手
紅組、      白組、      初出場、      返り咲き。
| 曲順 | 組 | 歌手名         | 回 | 曲目                     |
| ---- | -- | -------------- | -- | ------------------------ |
| 1    | 紅 | 荒井恵子       | 2  | 希望をのせて馬車は行く   |
| 2    | 白 | 鶴田六郎       | 5  | 天下の為さん             |
| 3    | 紅 | 宝とも子       | 初 | インディアン・ラブコール |
| 4    | 白 | 浜口庫之助     | 3  | インディアン・ラブコール |
| 5    | 紅 | 織井茂子       | 2  | 黒百合の歌               |
| 6    | 白 | 三浦洸一       | 初 | 落葉しぐれ               |
| 7    | 紅 | 赤坂小梅       | 3  | おてもやん               |
| 8    | 白 | 鈴木正夫       | 4  | 相馬盆唄                 |
| 9    | 紅 | 川田孝子       | 2  | 狩勝の美少年             |
| 10   | 白 | 河野ヨシユキ   | 2  | 街のヨーデル唄い         |
| 11   | 紅 | 大谷冽子       | 初 | チリビリビン             |
| 12   | 白 | 柴田睦陸       | 初 | ラ・クンパルシータ       |
| 13   | 紅 | ペギー葉山     | 2  | マンボ・イタリアーノ     |
| 14   | 白 | 笈田敏夫       | 3  | 恋とは素晴らしいもの     |
| 15   | 紅 | 菊池章子       | 5  | 岸壁の母                 |
| 16   | 白 | 林伊佐緒       | 5  | 高原の宿                 |
| 17   | 白 | 岡本敦郎       | 5  | リラの花咲く頃           |
| 18   | 紅 | 宮城まり子     | 2  | ガード下の靴みがき       |
| 19   | 白 | 真木不二夫     | 3  | 空が晴れたら             |
| 20   | 紅 | 池真理子       | 4  | あなたがくれたオルゴール |
| 21   | 白 | 東海林太郎     | 2  | 義経の唄                 |
| 22   | 紅 | 小唄勝太郎     | 2  | お染                     |
| 23   | 紅 | 長門美保       | 2  | ハバネラ                 |
| 24   | 白 | 藤原義江       | 2  | 女心の歌                 |
| 25   | 白 | 芦野宏         | 初 | タブー                   |
| 26   | 紅 | 江利チエミ     | 3  | 裏町のお転婆娘           |
| 27   | 白 | 津村謙         | 5  | あなたと共に             |
| 28   | 紅 | 奈良光枝       | 4  | 由起子はいつも           |
| 29   | 白 | ディック・ミネ | 4  | ダイナ                   |
| 30   | 紅 | 松島詩子       | 5  | 夕月の丘                 |
| 31   | 白 | 藤山一郎       | 6  | ニコライの鐘             |
| 32   | 紅 | 二葉あき子     | 6  | バラのルムバ             |

前回の出場歌手の中より不選出となった歌手は以下。
- 紅組:淡谷のり子[注釈 2]・神楽坂はん子・松田トシ・美空ひばり[注釈 2]・雪村いづみ・渡辺はま子
- 白組:伊藤久男[注釈 2]・近江俊郎[注釈 2]・春日八郎[注釈 2]・霧島昇[注釈 2]・高英男・小畑実

### 審査員
- 春日由三 - NHKラジオ局長（審査委員長）
- 吉川義雄 - NHKテレビ局長
- 岩田専太郎 - 画家
- 勅使河原蒼風 - 華道家
- 千代の山雅信 - 大相撲・横綱
- 小山いと子 - 作家
- 吉村公三郎 - 映画監督
- 市川翠穂 - 舞踊家
- マヤ片岡 - 美容家

### 応援ゲスト
- トニー谷
- 里見京子
- 横山道代
- 黒柳徹子

## 当日のステージ
- サンディ・シムス（サンディー・シムス）[注釈 3]が滞在先の香港から帰国できなくなり、芦野宏が代わりに出場した。サンディ・シムスはこの後も出場をしておらず、幻の出場となっている。
- 上記の民放の同種番組への対抗策として、応援ゲストを初めて動員した大会で、トニー谷とラジオドラマ「ヤン坊ニン坊トン坊」の里見京子、横山道代、黒柳徹子が登場。黒柳は後に紅組司会5回、総合司会1回をつとめることになる。特に、トニーのそろばん漫談は会場から拍手を浴びることになり、これ以後、応援ゲストの著名人の出演が定着するようになった。
- テレビとラジオで同時中継されたが、VTRがなかったためテレビ映像は現存していない。ラジオ中継の音声で現存分は全105分中の約95分間であり、オープニングとトップバッターの荒井恵子の音声は現存せず、2番手の鶴田六郎の歌の途中から現存する。
- 5対4で紅組の優勝（通算3勝3敗）。
- 今回使用したマイクロホンは、司会者・歌手用共にRCA-77D。